# Turbokapitalizm
Turbokapitalizm (kapitalizm z turbodoładowaniem) – termin wprowadzony przez amerykańskiego ekonomistę Edwarda Luttwaka i opisany w książce Turbokapitalizm: zwycięzcy i przegrani światowej gospodarki (1999) oraz w innych licznych artykułach tego autora.
Turbokapitalizm to rozwinięta współczesna forma kapitalizmu, w której najważniejsza jest efektywność rynkowa pozbawiona wszelkiej kontroli. Zysk ekonomiczny jest tu równoznaczny z zaspokojeniem potrzeb społecznych. Cechami charakterystycznymi turbokapitalizmu są: deregulacja, prywatyzacja oraz globalizacja. Kontrola systemu nie jest w gestii władz państwowych lecz szeroko rozumianych władz gospodarczych, zaś celem któremu podporządkowane jest państwo i społeczeństwo jest zysk ekonomiczny.
Tak funkcjonujący system jest efektywny ekonomicznie, jednak tworzy problemy społeczne, do których należy między innymi bezrobocie, nierówności społeczne, brak silnych struktur społecznych. Turbokapitalizm jest zatem sposobem na bogacenie się, ale tylko niektórych jednostek w państwie.
Na arenie międzynarodowej turbokapitalizm przyczyni się do powstania geoekonomii, a więc dalszej, silnej rywalizacji państw, oferując wszystkim krajom ten sam model oraz zbiór zasad i reguł, ignorując wszelkie różnice kulturowe, społeczne i temperamentu.